# Arganza
Arganza ist eine Gemeinde mit 805 Einwohnern (Stand: 2024) im nordwestlichen Zentral-Spanien in der Provinz León in der Autonomen Gemeinschaft Kastilien-León. Die Gemeinde besteht neben dem Hauptort Arganza aus den Ortschaften Campelo, Canedo, Espanillo, Magaz de Arriba, San Juan de la Mata, San Miguel de Arganza und San Vicente.

## Geografie
Arganza liegt etwa 110 Kilometer westnordwestlich von León in einer Höhe von ca. 600 m. 

## Bevölkerungsentwicklung
| Jahr        | 1900 | 1950 | 1970 | 1981 | 1991 | 2001 | 2011 | 2021 |
| ----------- | ---- | ---- | ---- | ---- | ---- | ---- | ---- | ---- |
| Einwohner   | 2154 | 2304 | 1763 | 1169 | 1161 | 899  | 848  | 768  |
| Quelle: INE |      |      |      |      |      |      |      |      |

## Sehenswürdigkeiten
- Michaeliskirche von San Miguel de Arganza
- Kirche von Espanillo

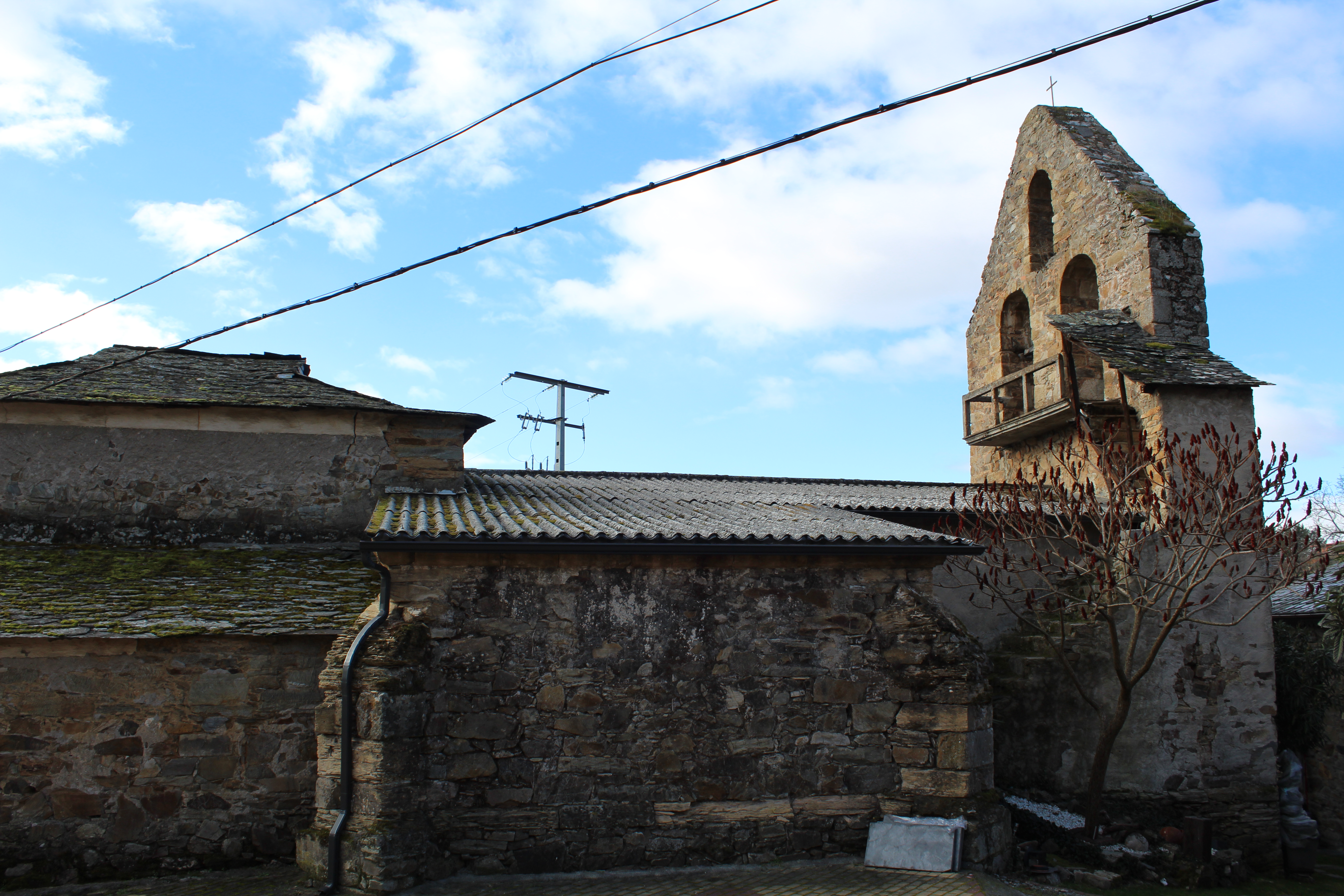
Stephanskirche
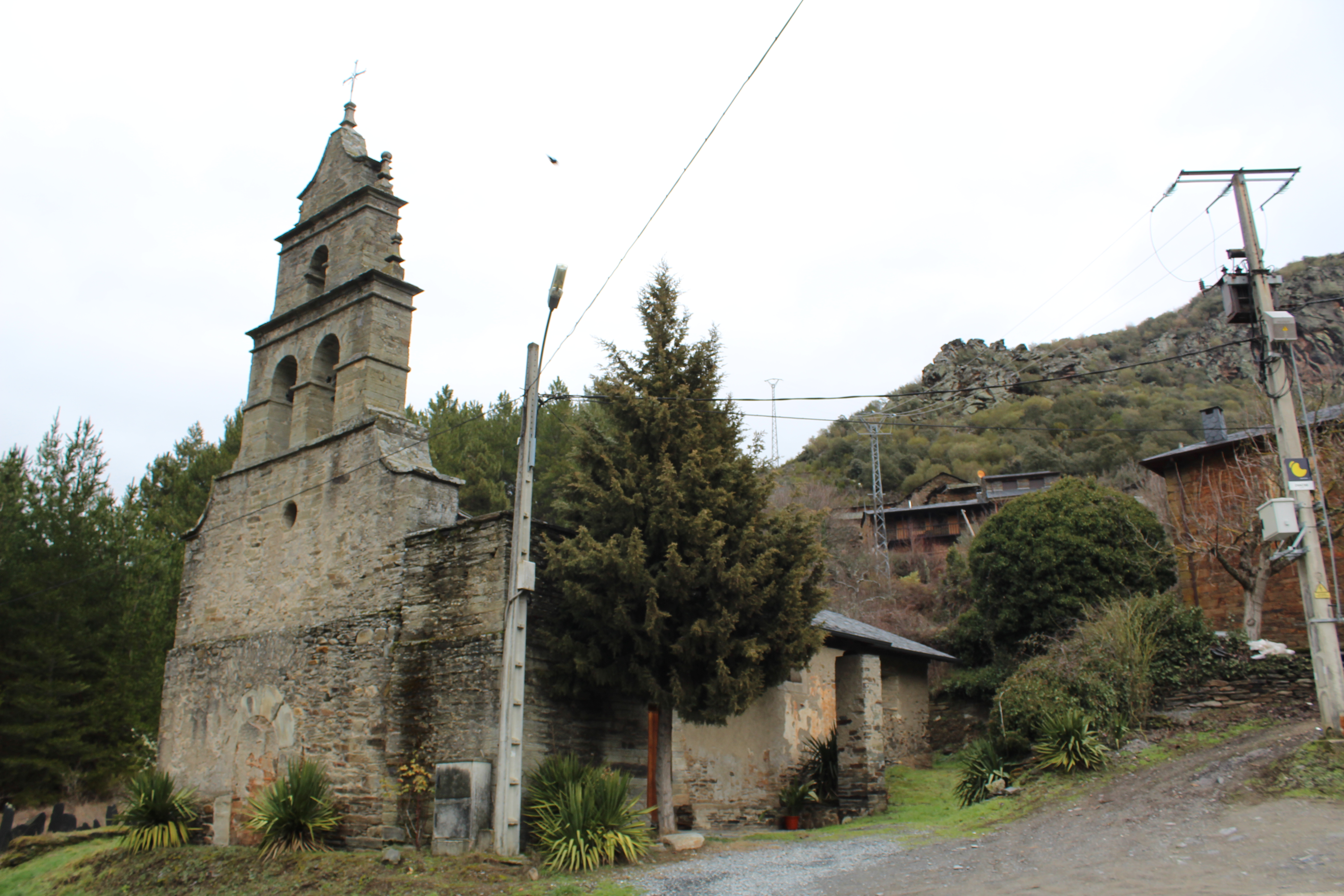
Kirche von Espanillo
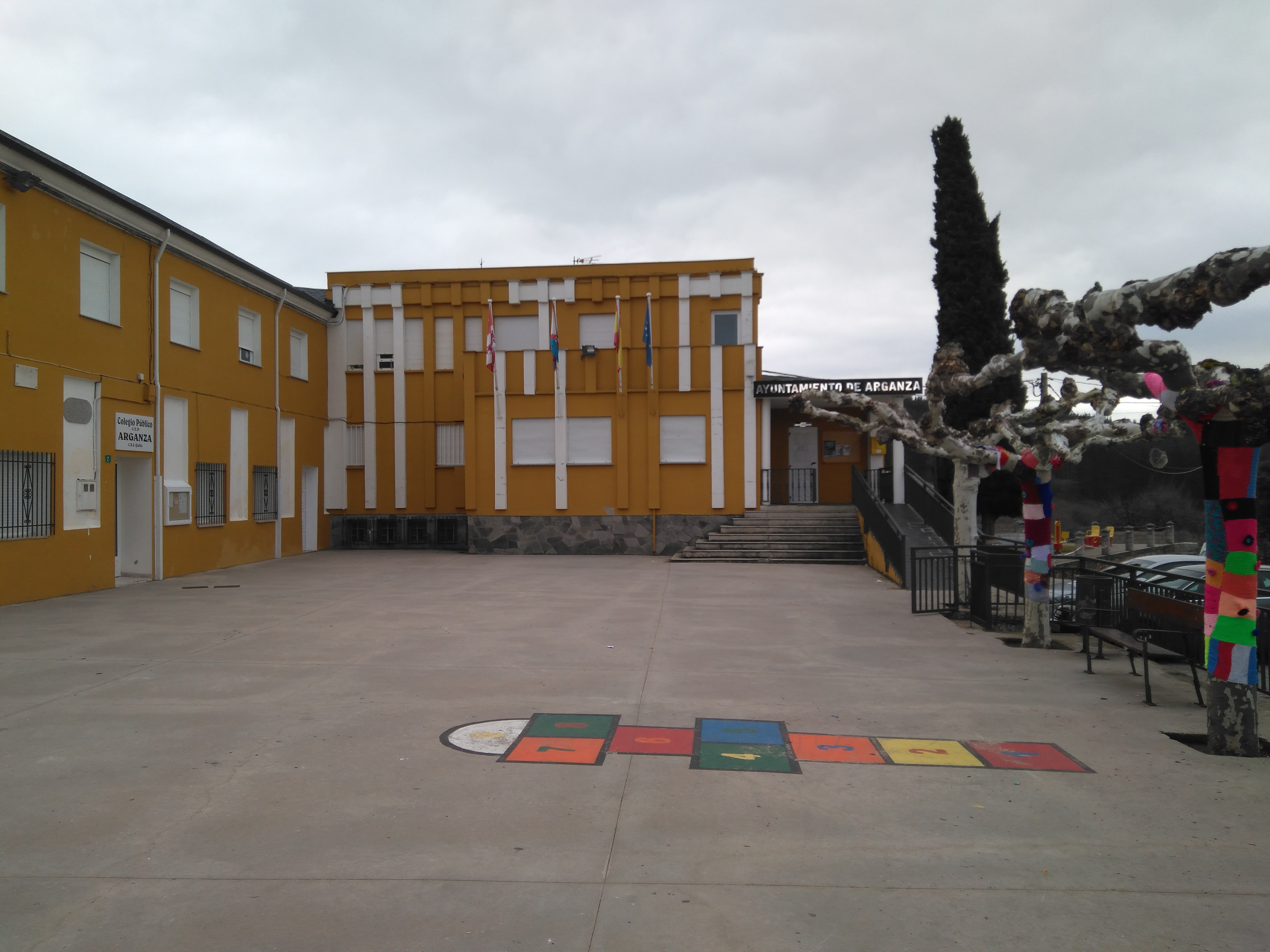
Rathaus

## Persönlichkeiten
- Thyrsus González (1624–1705), (13.) General der Jesuiten
- Manuel Bernardo Morete Bodelón (1776–1828), Bischof der Kanarischen Inseln (1824–1825) und von Astorga (1825–1828)